# 信州大芝高原
信州大芝高原（しんしゅうおおしばこうげん）は長野県上伊那郡南箕輪村にある公園である。2018年4月25日に道の駅として登録され、同年7月21日に「道の駅大芝高原」としてオープン。

## 概要
元は、大芝原といい田畑の肥料にする草を栽培する場所だった。そこに当時南箕輪尋常小学校(現・南箕輪小学校)の校長だった福澤桃十が小学校の校舎をより立派にするために始めた植林作業が大芝高原の森林誕生に由来している。

## 道の駅大芝高原
道の駅大芝高原（みちのえき おおしばこうげん）は、長野県上伊那郡南箕輪村にある村道3134号の道の駅である。

### 施設
- 駐車場 223台
- トイレ 11器
- 農産物直売所
- 農産物加工販売所
- 体験交流施設
- 公園広場
- 軽食喫茶
- 温泉足湯
- 休憩コーナー
- 情報提供コーナー
- 管理事務所
- 情報コーナー

## 施設
園内は7つのゾーンに分かれており、温泉施設(ふれあい交流センター大芝の湯や味工房足湯など)やスポーツ施設(テニスコートやセラピーロード)を利用したり、宿泊(キャンプや大芝荘)したりすることができる。

### セラピーロード
公園の、南側にはセラピーロードが広がっており、所要時間が異なる3つのコース（所要時間が長い順に、リフレッシュコース・イージーコース・ライトコース）がある。

### マレットゴルフ
事務所の南側にマレットゴルフ場があり、3コース45ホール（赤松コース18ホール・檜コース18ホール・白樺コース9ホール）ある。利用には、手続きが必要になる。

### プール
25mプールと、滑り台付きの幼児用プールがある。かつては、50mプールがあったが、2016年撤去された。

## イベント
- 大芝高原祭り（毎年8月頃）
- 信州大芝高原イルミネーションフェスティバル（毎年10月頃）

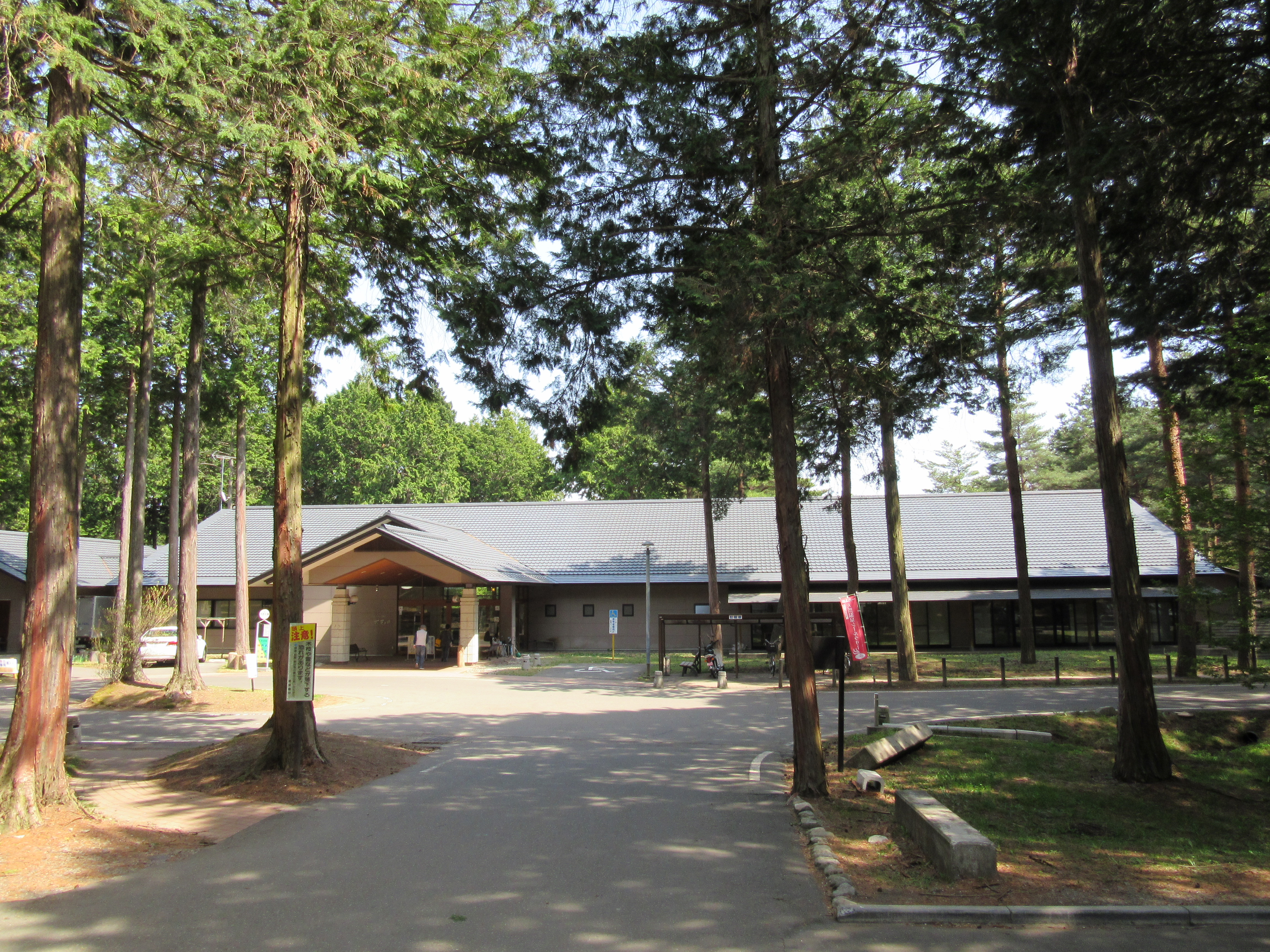
大芝の湯
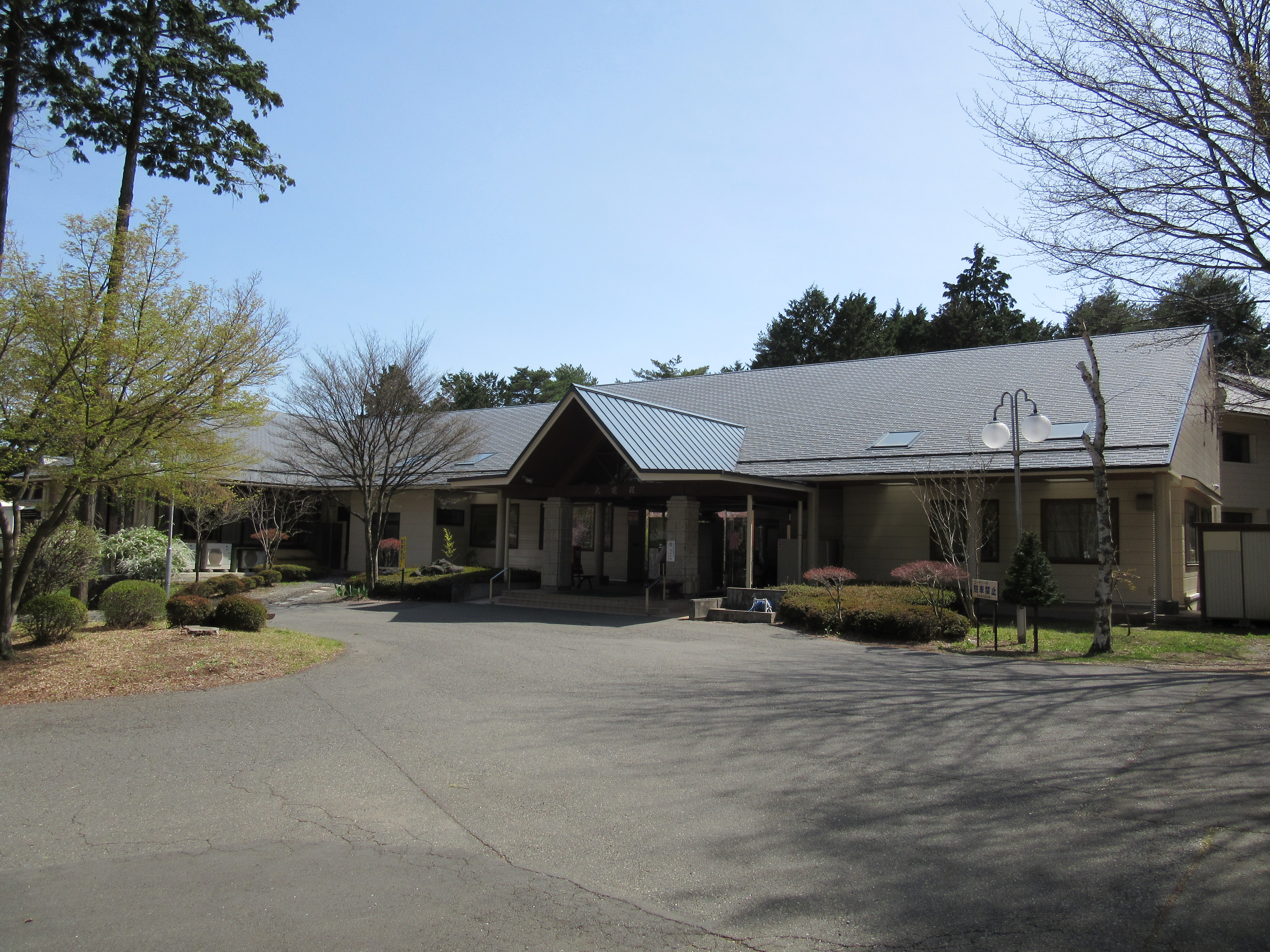
大芝荘
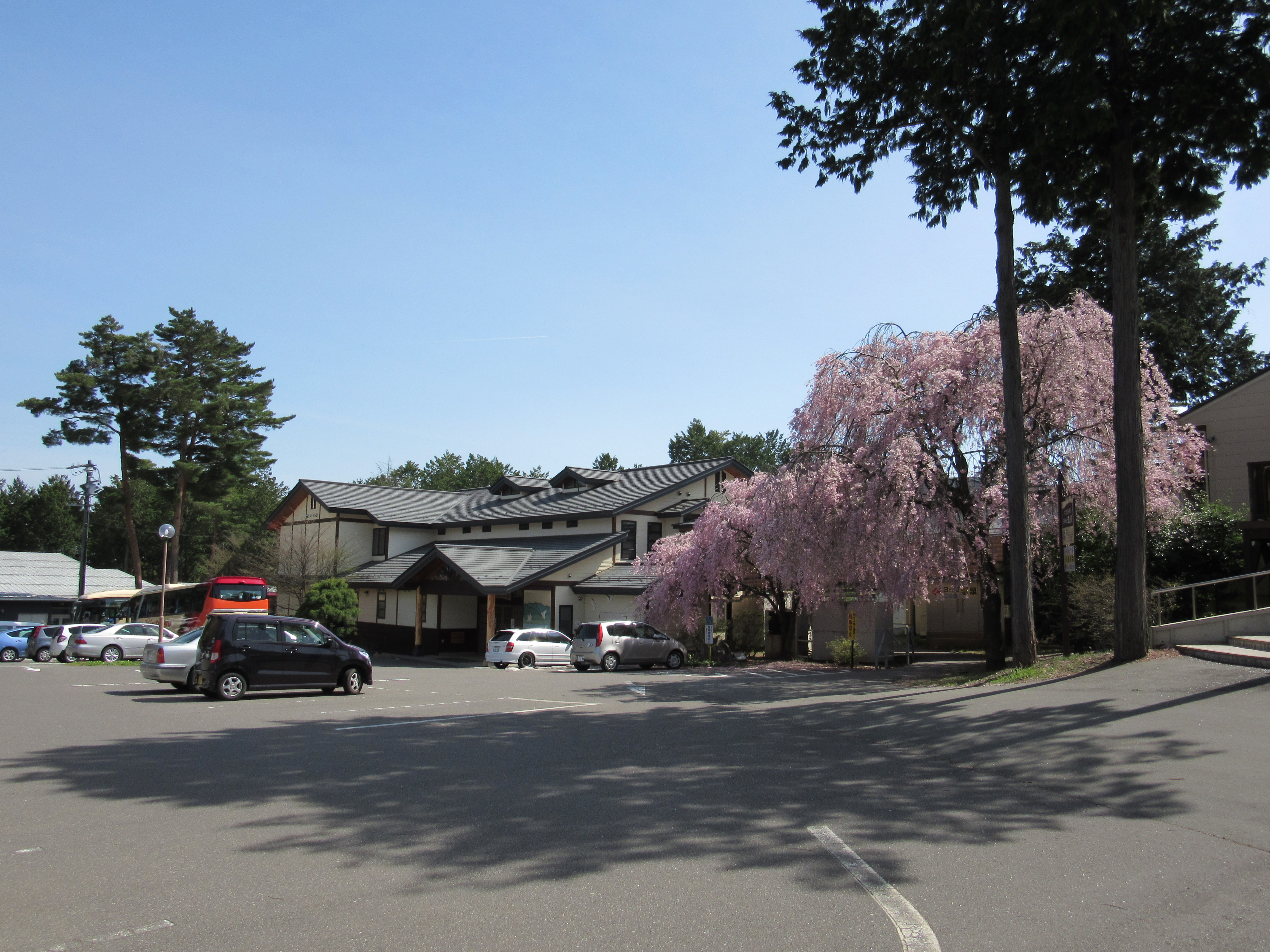
大芝荘新館・フォレスト大芝
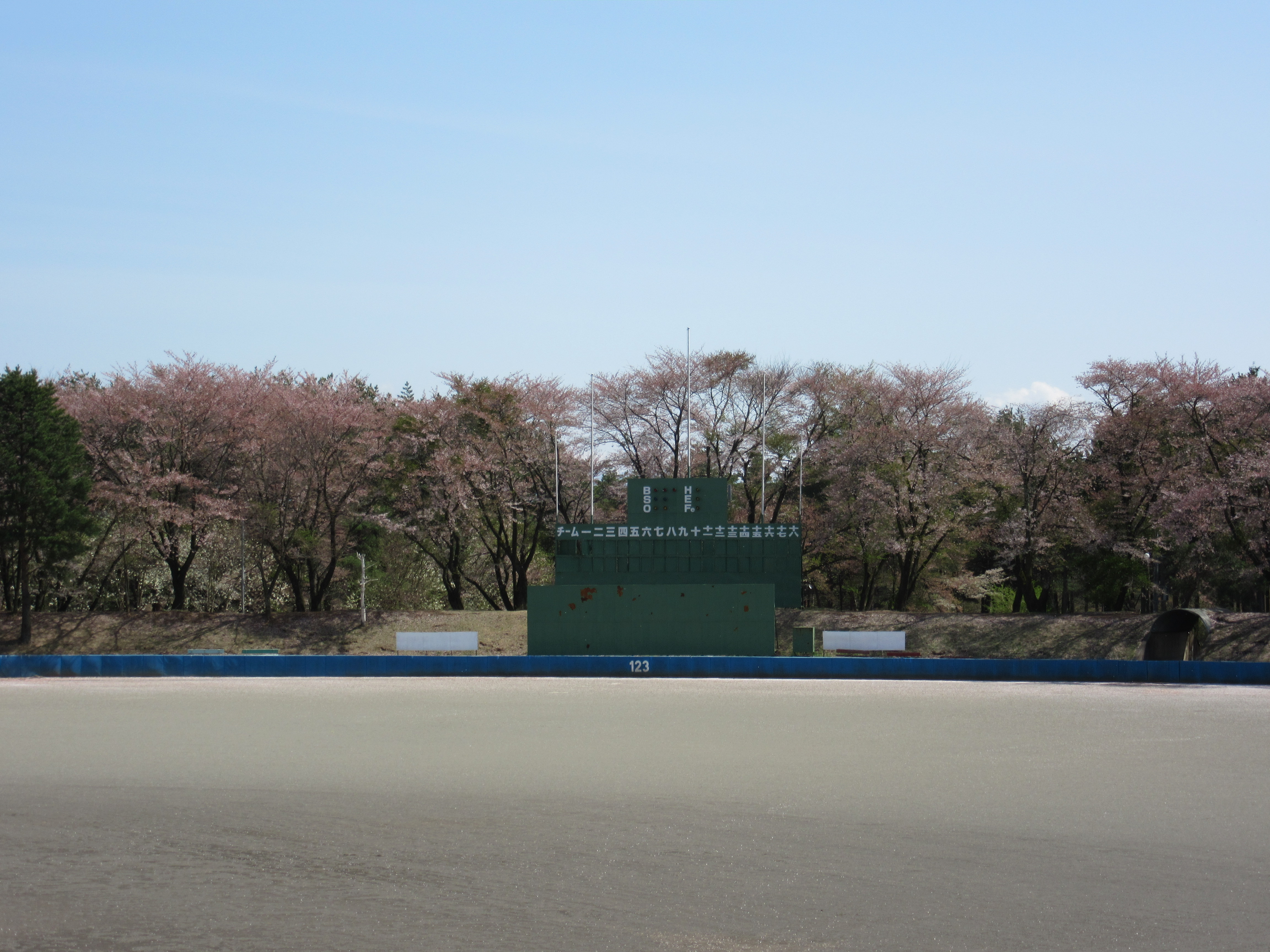
野球場